# Llista de banderes municipals de Bèlgica
Aquesta és una llista de les banderes municipals de Bèlgica. Les banderes estan agrupades per regió i per província.
També es mostren les banderes dels antics municipis que van deixar d'existir com a municipis independents degut a les fusions municipals del 2025 i el 2019. també es mostren les banderes dels municipis anteriors al 1983, 1977 i anteriors.

## Brussel·les-Capital

Anderlecht
Auderghem
Berchem-Sainte-Agathe
Brussel·les
Etterbeek
center|Evere
center|Ganshoren
Ixelles
Jette
Koekelberg
Laken[a]
Molenbeek-Saint-Jean
Schaarbeek
Sint-Gillis
Sint-Joost-ten-Node
Uccle
Vorst
Watermael-Boitsfort
Woluwe-Saint-Lambert
Woluwe-Saint-Pierre

## Flandes

### Anvers

Aartselaar
Anvers
Arendonk
Baarle-Hertog
Balen
Beerse
Berchem[b]
Berendrecht[c]
Berlaar
Boechout
Bonheiden
Boom
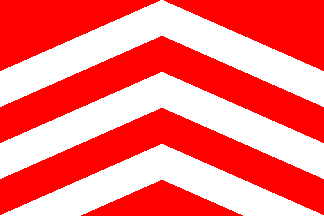
Borgerhout[d]
Borgerhout (districte d'Anvers)
Bornem
Borsbeek[e]
Brasschaat
Brecht
Dessel
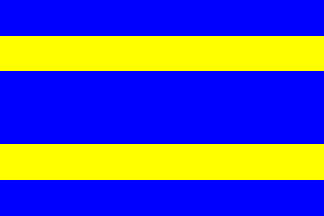
Deurne[f]
Deurne (districte d'Anvers)
Duffel
Edegem
Ekeren[g]
Ekeren (districte d'Anvers)
Essen
Geel
Grobbendonk
Heist-op-den-Berg
Hemiksem
Herentals
Herenthout
Herselt
Hoogstraten
Hove
Hoboken[h]
Hulshout
Kalmthout
Kapellen
Kasterlee
Kontich
Laakdal
Lier
Lille
Lillo[i]
Lint
Loenhout[j]
Malle
Mechelen
Meerhout
Merksem[k]
Merksplas
Mol
Mortsel
Niel
Nijlen
Olen
Oud-Turnhout
Putte
Puurs-Sint-Amands
Ranst
Ravels
Retie
Rijkevorsel
Rumst
Schelle
Schilde
Schoten
Sint-Katelijne-Waver
Stabroek
Turnhout
Vorselaar
Vosselaar
Westerlo
Wijnegem
Willebroek
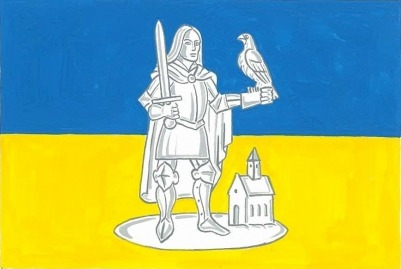
Wilrijk[l]
Wommelgem
Wuustwezel
Zandhoven
Zandvliet[m]
Zoersel

### Brabant Flamenc

Aarschot
Affligem
Alsemberg[n]
Asse
Beersel
Begijnendijk
Bekkevoort
Bertem
Bever
Bierbeek
Boortmeerbeek
Boutersem
Diest
Dilbeek
Galmaarden[o]
Geetbets
Glabbeek
Gooik[p]
Grimbergen
Haacht
Halle
Herent
Herne[q]
Hoegaarden
Hoeilaart
Holsbeek
Huldenberg
Kampenhout
Kapelle-op-den-Bos
Keerbergen
Kortenaken
Kortenberg
Kraainem
Landen
Lennik
Leuven
Liedekerke
Linkebeek
Linter
Londerzeel
Lubbeek
Machelen
Herne[r]
Meise
Merchtem
Opwijk
Oud-Heverlee
Overijse
Pajottegem
Pepingen
Roosdaal
Rotselaar
Scherpenheuvel-Zichem
Sint-Genesius-Rode
Sint-Pieters-Leeuw
Steenokkerzeel
Ternat
Tervuren
Tielt-Winge
Tienen
Tremelo
Vilvoorde
Wemmel
Wezembeek-Oppem
Zaventem
Zemst
Zoutleeuw

### Flandes Occidental

Alveringem
Anzegem
Ardooie
Avelgem
Beernem
Blankenberge
Bredene
Bruges
Damme
De Haan
De Panne
Deerlijk
Dentergem
Diksmuide
Gistel
Harelbeke
Heuvelland
Hooglede
Houthulst
Ichtegem
Ieper
Ingelmunster
Izegem
Jabbeke
Knokke-Heist
Koekelare
Koksijde
Kortemark
Kortrijk
Kuurne
Langemark-Poelkapelle
Ledegem
Lendelede
Lichtervelde
Lo-Reninge
Menen
Mesen
Meulebeke[s]
Middelkerke
Moorslede
Nieuwpoort
Oostende
center|Oostkamp
Oostrozebeke
Oudenburg
Pittem
Poperinge
Roeselare
Ruiselede[t]
Spiere-Helkijn
Staden
Tielt
Torhout
Veurne
Vleteren
Waregem
Wervik
Wevelgem
Wielsbeke
Wingene
Zedelgem
Zonnebeke
Zuienkerke
Zwevegem

### Flandes Oriental

Aalst
Aalter
Assenede
Bazel[u]
Berlare
Beveren[v]
Beveren-Kruibeke-Zwijndrecht
Brakel
Buggenhout
De Pinte[w]
Deinze
Denderleeuw
Dendermonde
Destelbergen
Eeklo
Erpe-Mere
Evergem
Gavere
Gant
Geraardsbergen
Haaltert
Hamme
Herzele
Horebeke
Kaprijke
Knesselare[x]
Kruibeke[y]
Kluisbergen
Kruishoutem[z]
Kruisem
Laarne
Lebbeke
Lede
Lierde
Lievegem
Lochristi
Lokeren
Lovendegem[aa]
Maarkedal
Maldegem
Melle[ab]
Merelbeke[ac]
Merelbeke-Melle
Moerbeke[ad]
Nazareth[ae]
Nazareth-De Pinte
Ninove
Oosterzele
Oudenaarde
Ronse
Rupelmonde[af]
Sint-Gillis-Waas
Sint-Laureins
Sint-Lievens-Houtem
Sint-Martens-Latem
Sint-Niklaas
Steendorp[ag]
Stekene
Temse
Waasmunster
Wachtebeke[ah]
Wetteren
Wichelen
Wortegem-Petegem
Zele
Zelzate
Zottegem
Zulte
Zwalm
Zwijndrecht[ai]

### Limburg

Alken
As
Beringen
Bilzen[aj]
Bilzen-Hoeselt
Bocholt
Borgloon[ak]
Bree
Diepenbeek
Dilsen-Stokkem
Genk
Gingelom
Halen
Ham[al]
Hamont-Achel
Hasselt
Hechtel-Eksel
Heers
Herk-de-Stad
Herstappe
Heusden-Zolder
Hoeselt[am]
Houthalen-Helchteren
Kinrooi
Kortessem[an]
Lanaken
Leopoldsburg
Lommel
Lummen
Maaseik
Maasmechelen
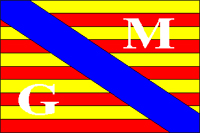
Meeuwen-Gruitrode[ao]
Neerpelt[ap]
Nevele[aq]
Nieuwerkerken
Overpelt[ar]
Opglabbeek[as]
Oudsbergen
Peer
Pelt
Riemst
Sint-Truiden
Tessenderlo[at]
Tessenderlo-Ham
Tongeren[au]
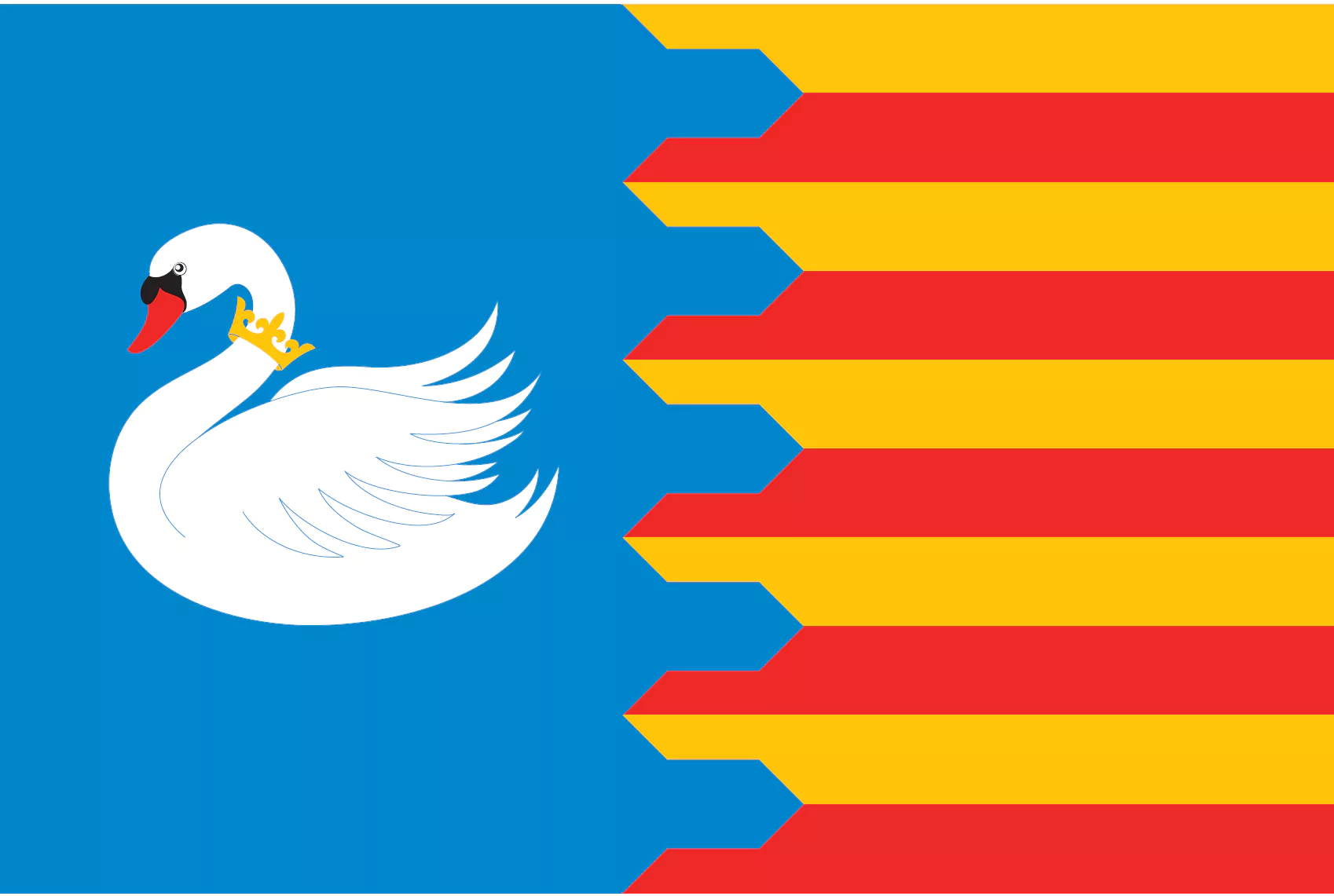
Tongeren-Borgloon
Voeren
Wellen
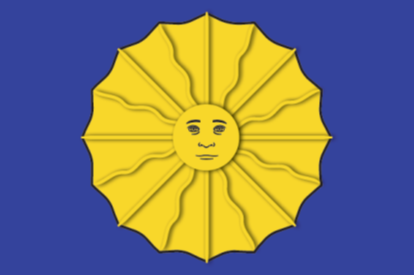
Zonhoven
Zutendaal

## Valònia

### Brabant Való

Beauvechain
Braine-l'Alleud
Braine-le-Château
Chastre
Chaumont-Gistoux
Court-Saint-Étienne
center|Genappe
Grez-Doiceau
Hélécine
Incourt
Ittre
center|Jodoigne
Lasne
Mont-Saint-Guibert
Nijvel
Orp-Jauche
Ottignies-Louvain-la-Neuve
Perwez
Ramillies
Rebecq
Rixensart
La Hulpe
Tubeke
Villers-la-Ville
Walhain
Waterloo
Wavre

### Hainaut

Aat
Aiseau-Presles
Anderlues
Antoing
Beaumont
Belœil
Bernissart
Binche
Boussu
Braine-le-Comte
Brugelette
Brunehaut
Celles
Chapelle-lez-Herlaimont
Charleroi
Châtelet
Chièvres
Chimay
Colfontaine
Courcelles
Doornik
Dour
Écaussinnes
Ellezelles
center|Enghien
Erquelinnes
Estaimpuis
Estinnes
Farciennes
Fleurus
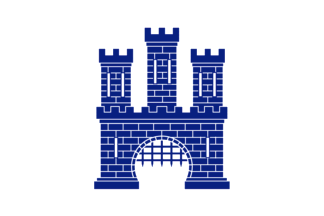
Flobecq
Fontaine-l'Évêque
Frameries
Frasnes-lez-Anvaing
Froidchapelle
Gerpinnes
Ham-sur-Heure-Nalinnes
Hensies
Honnelles
Jemappes[av]
Jurbise
Komen-Waasten
La Louvière
Le Rœulx
Lens
Les Bons Villers
Lessines
Leuze-en-Hainaut
Lobbes
Manage
Merbes-le-Château
Moeskroen
Momignies
Mons
Mont-de-l'Enclus
Montigny-le-Tilleul
Morlanwelz
Ormeignies[aw]
Pecq
Péruwelz
Pont-à-Celles
Quaregnon
Quévy
Quiévrain
Rumes
Saint-Ghislain
Seneffe
Silly
Sivry-Rance
Thuin
Zinnik

### Lieja

Amay
Amel
Ans
Anthisnes
Aubel
Awans
Aywaille
Baelen
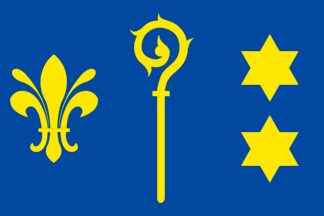
Bassenge
Berloz
Beyne-Heusay
Blegny
Braives
Büllingen
Burdinne
Burg-Reuland
Bütgenbach
Chaudfontaine
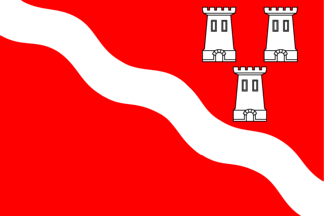
Clavier
Comblain-au-Pont
Crisnée
Dalhem
Dison
Donceel
Engis
Esneux
Eupen
Faimes
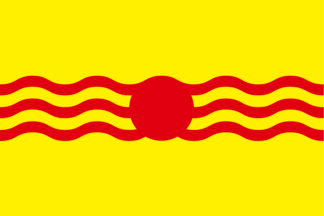
Ferrières
Fexhe-le-Haut-Clocher
Flémalle
Fléron
Geer
Grâce-Hollogne
Hamoir
Hannut
Héron
Herstal
Herve
Huy
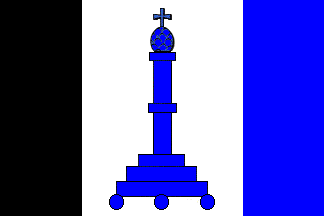
Jalhay
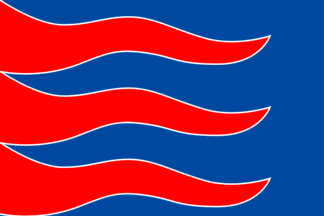
Juprelle
Kelmis
Lieja
Lierneux
Limburg
Lincent
Lontzen
Malmedy
Marchin
Modave
Nandrin
Neupré
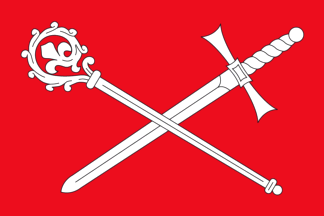
Olne
Oreye
Ouffet
Oupeye
Pepinster
Plombières
Raeren
Remicourt
Saint-Georges-sur-Meuse
Saint-Nicolas
Sankt Vith
Seraing
Soumagne
Spa
Sprimont
Stavelot
Stoumont
Theux
Thimister-Clermont
Tinlot
Trois-Ponts
Trooz
Verlaine
Verviers
Villers-le-Bouillet
Wanze
Waremme
Wasseiges
Waimes
Welkenraedt
Wezet

### Luxemburg

Aarlen
Attert
Aubange
Bastogne
BertogneBertogne[ax]
Bertrix
Bouyon
Chiny
Daverdisse
Durbuy
Érezée
Étalle
Fauvillers
Florenville
Gouvy
Habay
Herbeumont
Hotton
Houffalize
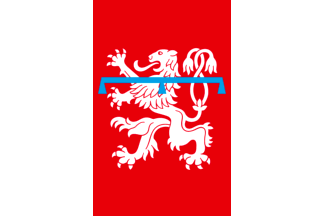
La Roche-en-Ardenne
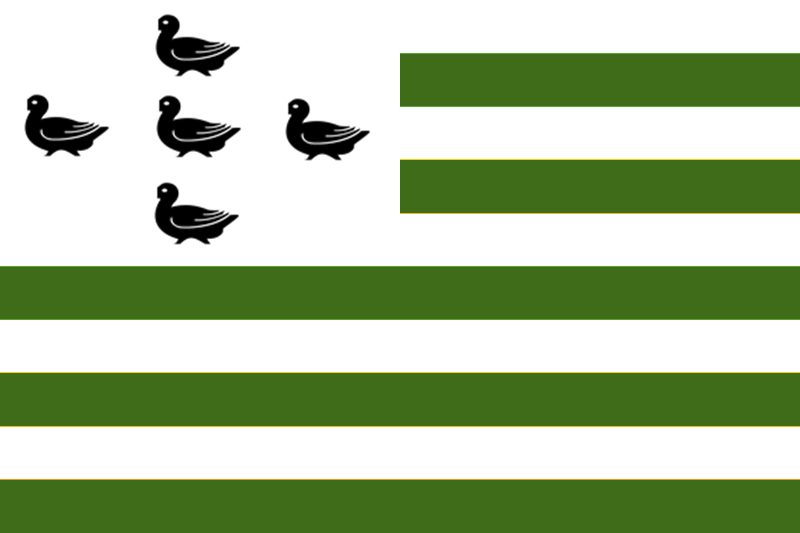
Léglise
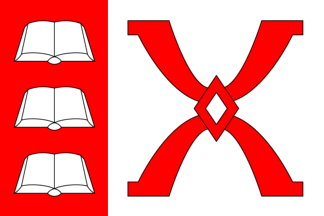
Libin
Libramont-Chevigny
Manhay
Marche-en-Famenne
Martelange
Meix-devant-Virton
Messancy
Musson
Nassogne
Neufchâteau
Paliseul
Rendeux
Rouvroy
Saint-Hubert
Saint-Léger
Sainte-Ode
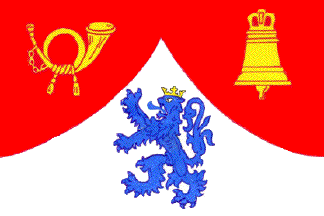
Tellin
Tenneville
Tintigny
Vaux-sur-Sûre
Vielsalm
Virton
Wellin

### Namur

Andenne
Anhée
Assesse
Beauraing
Bièvre
Cerfontaine
Ciney
Couvin
Dinant
Doische
Éghezée
Fernelmont
Floreffe
Florennes
Fosses-la-Ville
Gedinne
Gembloux
Gesves
Hamois
Hastière
Havelange
Houyet
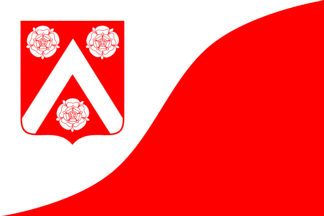
Jemeppe-sur-Sambre
La Bruyère
Mettet
Namur
Ohey
Onhaye
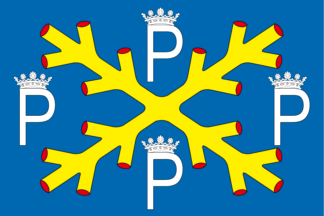
Philippeville
Profondeville
Rochefort
Sambreville
Sombreffe
Somme-Leuze
Viroinval
Vresse-sur-Semois
Walcourt
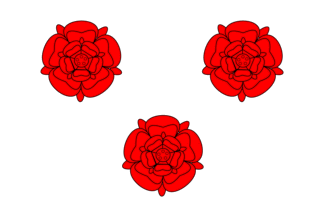
Yvoir